# 黒鹿毛

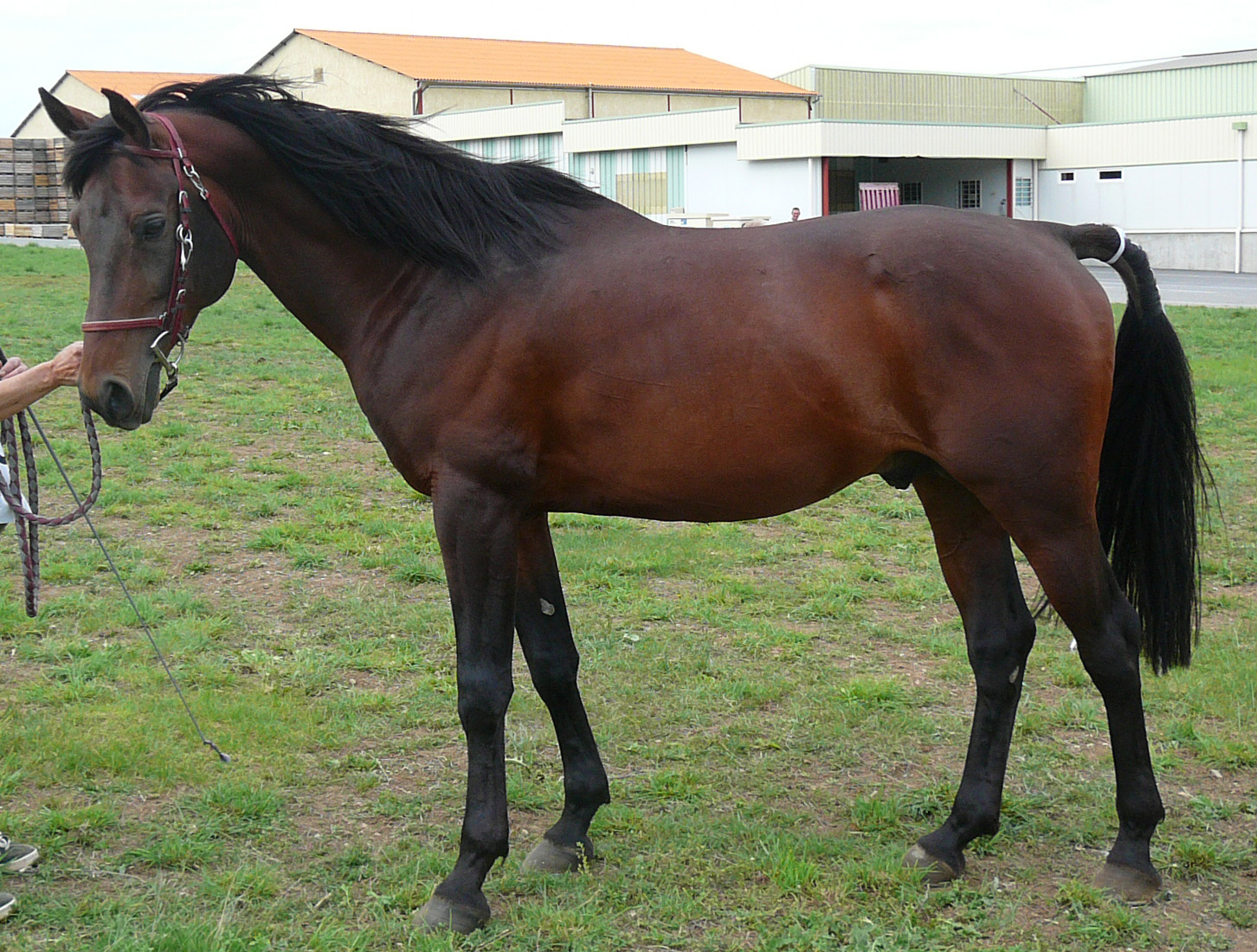
黒鹿毛の馬

黒鹿毛（くろかげ、英: Dark bay、羅: Umbrinus、中: 深棗色）は、馬の毛色のひとつ。黒味がかった赤褐色の毛色である。青鹿毛との区別は比較的難しく、区別しない言語も多い。

## 特徴
全体的な色は暗い赤褐色で、鹿毛より黒く、青鹿毛より明るい。眼の周辺、腋、膁、下腹及び内股は他の部位より明るく、長毛及び四肢は黒いといった特徴を持つ。黒味は個体差が大きく、鹿毛や青鹿毛との区別が困難な場合がある。
現在のところ、どういったメカニズムで鹿毛との差が生じているのか明らかになっていない。